# Ambatovy
 (juillet 2017).
Si vous disposez d'ouvrages ou d'articles de référence ou si vous connaissez des sites web de qualité traitant du thème abordé ici, merci de compléter l'article en donnant les références utiles à sa vérifiabilité et en les liant à la section « Notes et références ».
 Ambatovy, située à Madagascar à une dizaine de kilomètres nord-est de Moramanga dans la région d'Alaotra-Mangoro, et à plus 80 km à l'est de d'Antananarivo, est l'une des plus grandes mines de nickel latéritique au monde avec une capacité de production de 40 000 tonnes de nickel et 4 000 tonnes de cobalt par an.  
Sa durée de vie est estimée à 29 ans. Il s'agit d'une coentreprise entre la société japonaise Sumitomo Corporation (54,17 %) et la société coréenne Korea Mine Rehabilitation and Mineral Resources Corporation (KOMIR), anciennement Kores (46%). Ambatovy est le plus grand investissement dans l'histoire de Madagascar et a fait du nickel et du cobalt le premier produit d'exportation de ce pays, représentant 32 % des exportations en 2015. 
Ambatovy emploie actuellement environ 10 000 personnes, directement et par le biais des sous-traitants, dont 90 % sont Malgaches. La mine est établie sur deux gisements de nickel, celui d'Analamay et celui d'Ambatovy, avec des réserves estimées à 125 millions de tonnes de minerai. 
Le site de l'usine de traitement est situé sur la côte est de l'île, dans la banlieue sud de Toamasina, et est relié à la mine par un pipeline de 220 km transportant la pulpe de minerai. Ainsi traité, le minerai est transporté par train de marchandises jusqu'au port de Toamasina pour y être exporté. Les produits d'Ambatovy sont le nickel et le cobalt (chacun pur à 99,9 %) et le sulfate d'ammonium lequel est un sous-produit du procédé de raffinage des métaux et utilisé dans l'agriculture. 
Les produits de nickel d'Ambatovy sont inscrits à la Bourse des Métaux de Londres depuis 2015.
Ambatovy est reconnue pour ses efforts en matière de durabilité et de préservation de l'environnement et de conservation d'entreprise. Il s'agit d'un projet pilote pour son programme « Business and Biodiversity Offsets » et gagne régulièrement des prix tels que le Green Star Award, dans la catégorie Prévention et Préparation, et le Nedbank Capital Sustainability Award, en 2015, pour ses activités et ses interventions au sein des communautés hôtes. Elle favorise également l'approvisionnement local et la création d'entreprises, ainsi que son soutien pour l'emploi local et les retombées communautaires. Il est impossible d'estimer les contributions indirectes d'Ambatovy dans la création d'emplois locaux, mais certaines études internationales estiment l'impact de l'industrie minière représentant deux à cinq emplois indirects pour chaque personne employée directement.

## Chronologie
Ambatovy a reçu son permis environnemental en novembre 2006. La phase de construction du projet a pris fin en 2011 et la première production de nickel a été réalisée fin 2012. En septembre 2012, le gouvernement malgache a donné l’autorisation d'exploiter à Ambatovy. La production commerciale a été réalisée en 2014 et la validation financière a été atteinte en 2015. La mine est actuellement en phase d'exploitation.